# Борковізна (гміна Неджвиця-Дужа)
Борковізна (пол. Borkowizna) — село в Польщі, у гміні Неджвиця-Дужа Люблінського повіту Люблінського воєводства.
Населення — 148 осіб (2011).
У 1975-1998 роках село належало до Люблінського воєводства.

## Демографія
Демографічна структура станом на 31 березня 2011 року:
|          | Загалом | Допрацездатний вік | Працездатний вік | Постпрацездатний вік |
| -------- | ------- | ------------------ | ---------------- | -------------------- |
| Чоловіки | 72      | 14                 | 48               | 10                   |
| Жінки    | 76      | 17                 | 42               | 17                   |
| Разом    | 148     | 31                 | 90               | 27                   |